# Wethersfield (Connecticut)
Wethersfield ist eine Stadt im Hartford County im US-Bundesstaat Connecticut. Das U.S. Census Bureau hat bei der Volkszählung 2020 eine Einwohnerzahl von 27.298 ermittelt. Die geographischen Koordinaten sind: 41,70° Nord, 72,67° West. Das Stadtgebiet hat eine Größe von 33,9 km². 

## Geschichte
Wethersfield wurde 1634 von Farmern im benachbarten Watertown als Stadtwohnsitz gegründet und zählt zu den ältesten Städten in Connecticut. Am 23. April 1637 wurden einige Einwohner der Gemeinde bei einem Überfall von Pequot-Indianern getötet. Im Mai 1781 planten hier im Joseph Webb House (heute Teil eines Museums) George Washington und der französische General de Rochambeau die Schlacht von Yorktown in Virginia, die zum Ende des Amerikanischen Unabhängigkeitskriegs führte. 

## Schulen
| - Charles Wright School - Emerson-Williams School - A. W. Hanmer School | - Highcrest School - Silas Deane Middle School - Wethersfield High School |

## Sehenswertes
- Die First Church of Christ im Historischen Distrikt von Alt Wethersfield, eine Querkirche mit einer Austin-Orgel, war bis 2015 Veranstaltungsort des Albert Schweitzer Organ Festivals USA.[2] Sie fällt auf durch eine in Weiß gehaltene Turmspitze auf ziegelrotem Unterbau. Laut einer Gedenktafel am Eingang des Turms besuchte George Washington am 20. Mai 1781 die Kirche anlässlich seines hiesigen Aufenthalts (siehe oben).
- Das Webb Deane Stevens Museum besteht aus drei Häusern aus dem 18. Jahrhundert, die ebenfalls im Historischen Distrikt von Alt Wethersfield stehen.
- Das Keeney Memorial Cultural Center, ein viktorianische Backsteingebäude aus dem Jahr 1893, früher Schulhaus, dient heute als Besucherzentrum. Verschiedenen Themenausstellungen zeigen Exponate aus der Geschichte der Stadt Wethersfield. Es werden auch Wechselausstellungen gezeigt.

## Söhne und Töchter der Stadt
- Stephen Mix Mitchell (1743–1835), Politiker in der Gründerzeit der USA
- Asher Robbins (1757–1845), US-Senator
- Benjamin Wright (1770–1842), Landvermesser und Ingenieur
- Thomas Scott Williams (1777–1861), Politiker
- John C. Wright (1783–1861), Jurist und Politiker
- James Curtiss (1803–1859), Politiker
- David L. Seymour (1803–1867), Jurist und Politiker
- Thomas B. Butler (1806–1873), Politiker
- Samuel Broadbent Jr. (1810–1880), Maler
- Charles Wright (1811–1885), Botaniker
- Samuel L. Warner (1828–1893), Politiker
- Levi Warner (1831–1911), Politiker
- Charles McLean Andrews (1863–1943), Historiker und Hochschullehrer
- John Mehegan (1920–1984), Jazz-Pianist, Dozent und Kritiker
- Betsey Johnson (* 1942), Designerin und Modeschöpferin
- Colin McDonald (* 1984), Eishockeyspieler